# بلدية دي باريرو
ملعب باريرو البلدي هو ملعب كرة قدم يقع في لافادوريس، فيغو. يدار من قبل مجلس مدينة فيغو. هو الملعب الرسمي لنادي سلتا فيغو ب.